# رزدیل (کویینز)
رزدیل (به انگلیسی: Rosedale) یک منطقهٔ مسکونی در ایالات متحده آمریکا است که در کویینز واقع شده‌است. این محله که در امتداد بخش جنوبی کویینز قرار دارد، با شهرستان ناسائو هم‌مرز است.
رزدیل در ناحیه کویینز ۱۳ واقع شده‌است و کد پستی آن ۱۱۴۴۲ است. این منطقه در حوزه استحفاظی اداره پلیس ۱۰۵ شهر نیویورک می‌باشد.

## جمعیت
رزدیل ۲۵٬۰۶۳ نفر جمعیت دارد.